# Отто Люнінг
Отто Клеренс Люнінг (англ. Otto Clarence Luening, 15 червня 1900, Мілвокі — 2 вересня 1996, Нью-Йорк) — американський композитор, диригент та флейтист. Один з перших американських композиторів, що писали електронну музику. Разом із Владіміром Уссачевським заснував першу в США студію електронної музики.

## Біографія

### Дитинство і навчання
Отто Люнінг народився у Мілвокі у сім'ї німецьких іммігрантів. Його батько був піаністом і диригентом, навчався у Лейпцизький консерваторії у Ігнаца Мошелеса та Карла Рейнеке, був знайомий із Вагнером; мати Отто була співачкою.
Навчання музики Отто розпочав чотирирічним під керівництвом батька (фортепіано). У 6 років робить перші спроби компонування музики. Коли йому було 12, сім'я переїхала до Мюнхена. Там Отто навчався у Державній вищій школі музики (Staatliche Hochschule für Musik) у Антона Бера-Вальбрунна протягом 1915–1917 рр., а у 1916 вперше виступив як флейтист.
Із 1917 р. продовжує навчання у Консерваторії та, згодом, в Університеті міста Цюрих, куди переїхала сім'я Люнінгів у зв'язку з воєнними подіями. У Цюриху він брав приватні уроки у Філіппа Ярнаха та Ферруччо Бузоні, автора «Ескізу нової естетики музики», з яким у різний час спілкувались також Едґар Варез і Люїджі Руссоло. Як постать Бузоні, такі Ярнаха мали сильний вплив на Люнінга. Окрім того в Цюриху Люнінг протягом одного сезону бере участь як актор та менеджер сцени у English Players Company Джеймса Джойса. Також грає на флейті в оркестрах Муніципальної опери та Tonhalle Orchestra.

### Диригент, викладач
У 1920 р. Люнінг переїжджає до Чикаго. Там він навчається у Вільгельма Міддельшульте (Middelschulte). Спершу працює флейтистом в оркестрах, згодом диригує American Grand Opera Company, також пише музику. У цьому його підтримує фінансово Едіт Рокефеллер Маккорнік (Edith Rockefeller McCormick): вона організовує концерти його музики й допомагає йому заснувати Chicago Musical Arts Studio. Згодом, у 1925 Люнінг переїжджає до Рочестера, штат Нью-Йорк, де викладає оперний спів та працює помічником директора факультету опери. Згодом — виконавчий директор і диригент American Opera Company у Рочестері. У 1928 Люнінг їде на рік до Кельна, згодом — до Нью-Йорка (1929).
У 1930—31 і 1931—32 йому надають стипендію Guggenheim Fellowship, що дає йому можливість писати музику (зокрема, оперу «Evangeline» за поемою Henry Wadsworth Longfellow).
З 1932 викладає в Університеті Аризони, а з 1934 — керівник факультету музики Bennington College у Вермонті. З 1944 викладає у Bernard College у Нью-Йорку та у Колумбійському університеті, де також диригує оперними виставами.

### Електронна музика
У 1947 р. у Колумбійському університеті почав працювати композитор Владімір Уссачевський. Удвох із Люнінгом вони почали експериментувати із магнітофоном і різними способами роботи зі звуковим записом, які надає магнітна плівка.
У 1952 р. відбувся перший концерт т. зв. «плівкової музики» (tape music), на якому прозвучали їхні перші електронні твори. Серед них були: «Fantasy in Space» Люнінга для флейти і плівки (автор сам виконував партію флейти), його «Low Speed Invention», а також «Sonic Contours» Уссачевського. Концерт проходив у Музеї сучасного мистецтва 28 жовтня 1952[джерело?].
У 1959 разом Люнінг і Уссачевський засновують Columbia-Princenton Electronic Music Center, отримавши грант у 175 тис. доларів від Rockefeller Foundation.
Протягом наступних 15 років Люнінг створив понад 20 електронних творів як самостійних, так і у спів-авторстві з Уссачевським.

### Інша діяльність
Ще з 30-х і 40-х років Люнінг провадив громадську діяльність у сфері музики. У 1937 р. він був одним із засновників American Composers Alliance, у 1939 — Amerian Music Center. У 1954 р. він є одним із засновників компанії звукозапису, діяльність якою спрямована на популяризацію музики сучасних композиторів — Composers Recordings, Inc. Також Люнінг став наступником Генрі Кауелла на посаді директора New Music Editions та New Music Quarterly Recordings. Також він був членом Правління Американської Академії в Римі та радником The Rockefeller Foundation.
Люнінг продовжував писати музику до пізньої старості. Композитор пішов з життя у віці 96 років у Нью-Йорку.

## Творчість
Серед найвідоміших творів композитора — Kentucky Concerto для оркестру (1951), «Fantasy in Space» для плівки (1952), Соната для фортепіано пам'яті Ферруччо Бузоні (1966), «Potawatomi Legends» для камерного оркестру (1982), кантата «No Jerusalem But This» (1982). Загалом композитор написав понад 300 творів. Також він є автором автобіографічної книжки «Одіссея американського композитора» (1980).